# Bronisław Stroński
Bronisław Fortunat Seweryn Stroński (ur. 8 stycznia 1887 w Tarnopolu, zm. 3 kwietnia 1952 w Katowicach) – pułkownik lekarz Wojska Polskiego II RP i Armii Krajowej.

## Życiorys
Urodził się w rodzinie Jana (zm. 1913) i Antoniny z Komorowskich (1860–1923). Jego bratem był Fortunat Jan Stroński (1868–1948). Bronisław Stroński ukończył studia medyczne uzyskując tytuł naukowy doktora. W połowie 1912 decyzją sądu okręgowego we Lwowie został wyznaczony kuratorem dla osoby umysłowo chorej. Po wybuchu I wojny światowej wstąpił do Legionów Polskich i służył jako wojskowy lekarz chirurg. Podczas wojny pracował w Szpitalu Czerwonego Krzyża we Lwowie.
Po odzyskaniu przez Polskę niepodległości w 1918 został przyjęty do Wojska Polskiego. Uczestniczył w wojnie polsko-bolszewickiej. Został awansowany do stopnia podpułkownika lekarza w korpusie oficerów zawodowych sanitarnych ze starszeństwem z dniem 1 czerwca 1919. W 1923 był oficerem 6 batalionu sanitarnego we Lwowie i jako oficer nadetatowy tej jednostki pracował w 6 Szpitalu Okręgowym we Lwowie. W 1924 był oficerem 1 batalionu sanitarnego w Warszawie i jako oficer nadetatowy tej jednostki pracował w 1 Szpitalu Okręgowym w Warszawie. 31 października 1927 roku ogłoszono jego przeniesienie z 2 do 6 Szpitala Okręgowego na stanowisko komendanta. 1 stycznia 1929 został mianowany pułkownikiem ze starszeństwem z dniem 1 stycznia 1929 i 2. lokatą w korpusie oficerów sanitarnych, grupa lekarzy. Z dniem 30 czerwca 1935 został przeniesiony do Dowództwa Okręgu Korpusu Nr VII w Poznaniu na stanowisko szefa sanitarnego. Od maja 1938 do września 1939 był szefem sanitarnym Korpusu Ochrony Pogranicza.
Pod koniec 1930 sprawował opiekę lekarską nad chorym prezydentem Lwowa Janem Brzozowskim. W 1937 był członkiem wydziału honorowego klubu LKS Pogoń Lwów. Do 1939 był członkiem Lwowskiej Izby Lekarskiej; w tym roku zamieszkiwał przy ulicy Kadeckiej 7 we Lwowie.
Podczas okupacji niemieckiej został oficerem Armii Krajowej. W trakcie powstania warszawskiego w 1944 służył w Sanitariacie Okręgu „Warszawa” AK „Bakcyl”, Grupie „Północ”, Szpitalu św. Jana Bożego przy ul. Bonifraterskiej 12, w Centralnym Szpitalu Chirurgicznym nr 1 przy ul. Długiej 7 zlokalizowanym w Pałacu Raczyńskich. Był lekarzem chirurgiem. Po upadku powstania pracował do końca wojny w ambulatorium PCK w Grodzisku Mazowieckim. Następnie przeprowadził się do Radomia. Latem 1945 został przeniesiony do rezerwy. Zamieszkał w Katowicach, gdzie od 1 stycznia 1946 do 30 czerwca 1949 pracował jako szef Sanitarnego Okręgu Śląskiego PCK, następnie do 17 lipca 1949 jako kierownik Ambulatorium PCK oraz kierownik, a potem dyrektor Przychodni Rejonowej PCK (do 4 listopada 1949). Następnie był dyrektorem Wojewódzkiej Stacji Pogotowia Ratunkowego PCK, którą kierował do przejścia na emeryturę 31 grudnia 1950. Zmarł w 3 kwietnia 1952 w Katowicach.
Był dwukrotnie żonaty. Jego żonami były Irena Maria z Bienenfeldów (ur. 1899) i Agata z Wurmów (1899–1968).

## Ordery i odznaczenia
- Krzyż Niepodległości (25 lutego 1932)[23]
- Krzyż Walecznych (dwukrotnie)
- Złoty Krzyż Zasługi (10 listopada 1928)[24]
- Odznaka Honorowa Czerwonego Krzyża II klasy z dekoracją wojenną (Austro-Węgry, 1916)[5]